# Contea di Sclafani Perricone
Il Contea di Sclafani Perricone è un vino DOC la cui produzione è consentita nelle province di Agrigento, Caltanissetta e Palermo.

## Caratteristiche organolettiche
- colore: rosso rubino
- odore: fruttato, caratteristico
- sapore: caratteristico, leggermente tannico

## Produzione
Provincia, stagione, volume in ettolitri
- nessun dato disponibile